# Kvarteret Måns
Kvarteret Måns i Ronneby anlades efter 1864 års stadsbrand och hela det historiska kvarteret tillsammans med den västra delen av innerstaden omfattas av fornlämningen RAÄ Ronneby 214:1 som utgör den medeltida stadens utsträckning. Detta kvarter blev fullt utbyggt relativt sent jämfört med kringliggande kvarter och fick redan från början en blandad social sammansättning. Detta är ett av de bäst bevarade kvarteren i Ronneby innerstad där endast ett hus av den ursprungliga trähusbebyggelsen ersattes med ett nytt flerbostadshus i gult tegel och emaljerad fasadplåt 1959. 
Förutom Ronnebys största slakteri bedrivs hantverk i olika former fram till sekelskiftet 1800–1900 då det första konditoriet inrättas i kvarteret. Det första konditoriet öppnas 1910 på hörntomten mot Ronneby torg i söder och följs 1919 av ytterligare ett. Sedermera etablerar sig Konditori Continental under 1950-talet i kvarterets motsatta sida vid Karlskronagatan.